# Sibine gertrudans
Sibine gertrudans är en fjärilsart som beskrevs av Dyar 1927. Sibine gertrudans ingår i släktet Sibine och familjen snigelspinnare. Inga underarter finns listade i Catalogue of Life.